# Ле Томбе (Равена)
Ле Томбе је насеље у Италији у округу Равена, региону Емилија-Ромања.
Према процени из 2011. у насељу је живело 25 становника. Насеље се налази на надморској висини од 19 м.